# Этю, Пьер
Пьер Этю (фр. Pierre Hétu; 22 апреля 1936, Монреаль — 3 декабря 1998, Монреаль) — канадский дирижёр.
Учился в Квебекской консерватории как пианист, затем изучал фортепиано в Париже под руководством Марселя Чампи, там же учился дирижированию у Эдуарда Линденберга. В дальнейшем совершенствовал своё дирижёрское мастерство под руководством Серджиу Комиссиона, Шарля Мюнша, Жана Мартинона и Ханса Сваровски. В 1961 г. выиграл Безансонский международный конкурс молодых дирижёров.
Вернувшись в Канаду, дебютировал как дирижёр с Монреальским симфоническим оркестром в 1963 г. и в последующие пять лет занимал пост ассистента дирижёра, работая под началом Зубина Меты. Затем в 1968—1972 гг. возглавлял Симфонический оркестр Каламазу, а в 1973—1979 гг. — Эдмонтонский симфонический оркестр, работал также с Детройтским симфоническим оркестром. В 1976 г. участвовал в концерте открытия Летних Олимпийских игр в Монреале.
В 1991—1994 гг. преподавал дирижирование в Университете Торонто и руководил студенческим оркестром.